# Oiseau-tonnerre
Pour les articles homonymes, voir Thunderbird.
Ne doit pas être confondu avec Oiseau-foudre.
 (octobre 2008).
Si vous disposez d'ouvrages ou d'articles de référence ou si vous connaissez des sites web de qualité traitant du thème abordé ici, merci de compléter l'article en donnant les références utiles à sa vérifiabilité et en les liant à la section « Notes et références ».
L’oiseau-tonnerre (Thunderbird en anglais) est une  créature légendaire sous forme d'oiseau, commune aux religions de plusieurs populations amérindiennes d'Amérique du Nord. C'est un concept populaire dans l'art amérindien de la côte nord-ouest de l'Amérique du Nord, qui apparaît souvent sur les totems. Il est aussi considéré comme une créature de la cryptozoologie, issue de rapports d'observations de personnes qui décrivent avoir vu des oiseaux gigantesques dans le ciel américain (soit des OVNIS).

## Étymologie et origine du nom
- Si vous ne connaissez pas le sujet, laissez ce bandeau (vous pouvez alors contacter les auteurs).
- Si vous supprimez le contenu mis en cause (vous pouvez préalablement contacter les auteurs),

argumentez précisément cette suppression dans la page de discussion
(un manque de référence n'est pas un argument ; une recherche réelle de référence doit avoir été effectuée, être formellement documentée).
L'appellation d'oiseau-tonnerre est probablement une analogie à la foudre qui s'abat brutalement comme certains rapaces (Aigle de Haast) qui chassent en piqué pour briser le cou de leurs proies, peut-être par temps orageux pour profiter des turbulences… Il peut s'agir aussi d'une allusion au claquement des ailes qu'il produirait en volant…

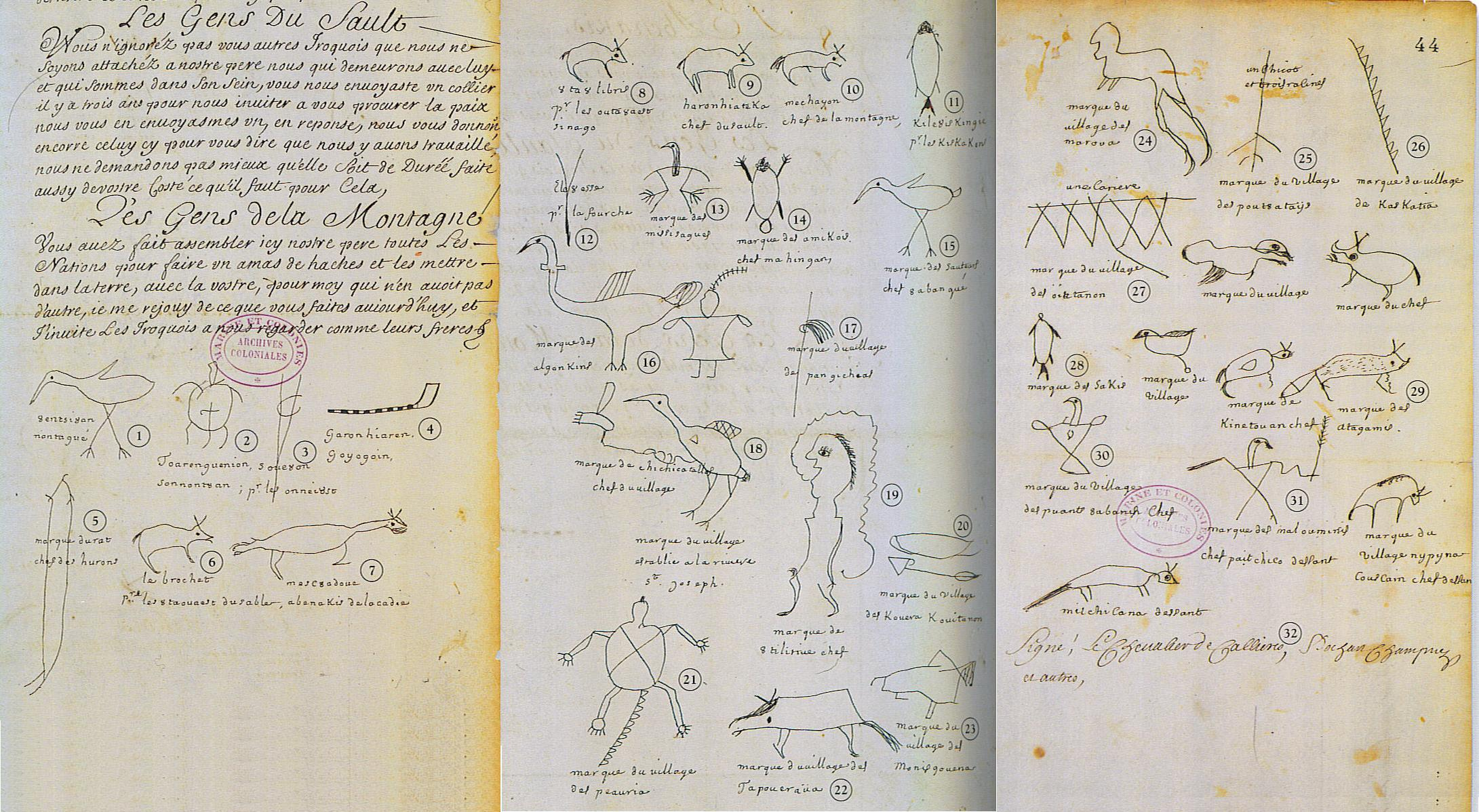
Dessins amérindiens de l'oiseau-tonnerre.

Omniprésents dans l'ensemble des cultures humaines, les oiseaux mythiques géants sont désignés dans le monde par une grande variété de noms comme « Oiseau vermillon des mers du sud » en Asie et Phénix (rouge en grec) en Europe. Chez les Amérindiens, les noms sont très nombreux :  Achiyalaopa (chez les Indiens Pueblos), Alkuntam (Bella-Coola), Animikii, Grand oiseau, Binesi ou Pinesi (Ojibwa et Algonquins), Ba'a (Comanches), Chequah (Potawatomi et Algonquins), Cullona (Malecite et Algonquins), Culloo (Micmac et Algonquins), Dukwally ou Theukloots (Makah et Wakashan), Hahness (Chehalis et Salishan), Huhuk (Pawnee et Caddoan), Kunna-kat-eth (Tlingit), Kwunusela (Kwakiutl et Wakashan), Mechquan (Ossippee), Met'co (Montagnais et Algonquins), Nunyenunc (Shoshones), Nu-tugh-o-wik (Inuktitut, Inuits et Aléoutiens), Omaxsapiteau (Pieds Noirs et Algonquins), Pach-an-a-ho (Yakima), Piasa ou Pilhan-naw (Ossippee), Sanuwa ou Tlanuwa (Cherokee et Iroquois), Tse'na'hale (Navajo), Yello-kin (Miwok et Pentiens), Wakinyan Tanka (Sioux), OshaDagea (Iroquois), etc.

## Mythologie et croyances religieuses
Les croyances relatives à l'oiseau-tonnerre sont différentes selon les tribus amérindiennes dont elles proviennent.
Les plus anciens rapports proviennent des amérindiens sous la forme de sculptures ou de pictographes représentant cet oiseau avec les ailes étendues et des éclairs. Le canyon du Dragon noir en Utah abrite un oiseau peint sur une paroi de grotte par des amérindiens Fremont, daté entre 900 et 1100. Les pigments brun foncé décrivent un volatile de plus de 2 m de large de l'extrémité d'une aile à l'autre. Il a une queue, ses ailes sont semblables à celles d'une chauve-souris et il porte une crête sur la tête. Les légendes amérindiennes désignent des zones particulières comme le mont Edgecumbe en Alaska, Tombstone en Arizona ou le comté de Blount dans le Tennessee.
L'oiseau-tonnerre se nourrit de baleines et du serpent à deux têtes.

### Naissance de l'oiseau-tonnerre
Un conte amérindien rapporte qu'il y avait autrefois un faucon très puissant mais bon avec ceux qui l'approchaient. Les créatures du tonnerre décidèrent donc de lui donner le moyen de les appeler s'il en avait le besoin ou l'envie. Elles lui expliquèrent le rituel (tracer un cercle, apporter des offrandes, inviter des animaux, remercier le Grand Esprit) et le chant nécessaires. Le faucon fit un jour appel à elles en respectant le rituel et il devint encore plus puissant. Tellement qu'il fut de plus en plus orgueilleux, tant qu'un jour il invita tous les animaux à le voir invoquer les créatures du tonnerre. Il ne respecta rien du rituel mis à part le chant. Les créatures vinrent quand même mais avant que le rituel ne s'achève, le Grand Esprit enleva le grand faucon et le punit. Au lieu de se servir des pouvoirs des créatures du tonnerre, il devint leur serviteur. Toujours à les suivre là où elles vont, il apparait à certains comme une formation nuageuse, parfois comme une langue de feu et seulement à ceux qui ont une très bonne vue, il apparait tel qu'il est, comme l'« oiseau-tonnerre ». Ce châtiment durera tant que le faucon n'aura pas appris le plaisir de rester à sa place dans l'univers.

### Les oiseaux-tonnerre et le dragon
Une autre légende raconte qu'un couple d'oiseaux-tonnerre enleva un jeune chasseur indien jusqu'à leur aire afin qu'il les aide à abattre deux loutres géantes maléfiques qui dévoraient leurs petits dès que ceux-ci avaient leurs premières plumes. Il réussit et, pour le remercier, les oiseaux le changèrent en aigle à sa demande

### La maison du ciel
Une autre légende raconte que l'oiseau-tonnerre vit dans une grande maison au ciel avec sa femme, quatre enfants, son plus jeune frère et ses serviteurs. Il y est le chef des oiseaux et des êtres célestes et le seul à posséder un piège à saumons. Il est capable de produire des bourrasques, des éclairs et d'autres tempêtes. Le battement de ses ailes peut faire éclater le tonnerre et ses yeux lancent des éclairs.
Alors qu'un ancêtre des 'Namgis, 'Namxxelagiyu, peinait à soulever de lourdes poutres, un oiseau-tonnerre descendit du ciel et l'aida en transportant les objets dans ses serres pour les mettre en place. Il prit ensuite une forme humaine en ôtant sa peau d'oiseau et en la jetant en l'air. Reprenant son vol, il dit : « Tu ne provoqueras le tonnerre et les éclairs que lorsque quelqu'un de cet endroit mourra. » C'est ainsi que le tonnerre est le présage de la mort.
Après que l'oiseau-tonnerre eut capturé la femme du chef du peuple mythique vivant à Crooked Beach, une grande guerre éclata et quatre de ses enfants trouvèrent la mort. Seul un bébé de neuf mois survécut. L'oiseau-tonnerre enleva alors ses parures et en couvrit le petit garçon. Il ordonna ensuite que les futures générations répètent les mêmes gestes auprès de leurs enfants afin de les garder en vie. Le bruit du tonnerre ne se ferait entendre que lors de son passage du côté été au côté hiver de sa maison.

## Description en cryptozoologie
La cryptozoologie fournit des descriptions d'oiseaux géants avec une envergure d'ailes allant de 2,70 m à 21 m, pour une moyenne de 3 à 5,5 m. La tête est chauve et surmontée d'une collerette blanche. La variété de Pennsylvanie a l'apparence d'un aigle avec une longueur de 0,9 à 1,2 m et une envergure d'ailes de 4,3 à 9 m. Les plumes noires ou brunes grisonneraient avec l'âge. Pour désigner cet animal mythique de Pennsylvanie, Hiram Cranmer proposa le nom de Gymnogyps pennsylvanianus (Gymnogyps californianus est le Condor de Californie) et Gerald Musinsky celui de Mythopoeia titanornis en 1997. (Il ne s'agit pas de la véritable classification scientifique, évidemment, mais d'une commodité de cryptozoologie.)
Le cou est court et supporte une tête dotée de grands yeux noirs, avec un grand bec non crochu. Les pattes sont épaisses et courtes. Cet oiseau provoquerait un bruit semblable au tonnerre par le battement de ses ailes et se nourrirait de mammifères vivants et de charognes, sur la côte ouest on dit qu'il est capable de soulever des baleines. La forme pennsylvanienne serait migratoire et se déplacerait au sud en novembre, vers la Virginie de l'ouest par les Appalaches, en remontant au nord en mars vers New York.
Les ailes battraient lentement et il volerait facilement à travers la végétation. Il se nourrirait normalement de charognes mais on dit qu'il est capable d'emporter des proies humaines en les saisissant par les épaules pour s'en nourrir au nid.

### Observations
Selon des croyances amérindiennes, les oiseaux-tonnerre auraient disparu peu avant l'arrivée des Européens en Amérique. Pourtant, de nombreuses observations d'oiseaux-tonnerre ont été signalées au XIXe et XXe siècles à travers l'Amérique du Nord.
Gardien de l'arbre de la connaissance, sa disparition coïnciderait avec la généralisation de la culture sur brûlis autour de l'an 1000 de notre ère, supplantant la culture millénaire de la terra preta lors des premiers contacts entre les cultures amérindiennes et celle des Vikings[réf. nécessaire].
Selon les témoignages, ces oiseaux seraient relativement intelligents, solitaires et dotés d'une grande force. Ils auraient peut-être été observés grâce à des phénomènes environnementaux ou par des personnes inexpérimentées, mais il reste des témoignages de pilotes d'avions qui disent avoir croisé la route de ces créatures, des photos et des vidéos encore inexpliqués.
- En 1879, la fille de Peinture Rouge, Mary Jane et son mari blanc virent quatre énormes oiseaux à Chief Mountain dans le parc national du Glacier, Montana.
- En 1897, Big Crow et sa femme virent un grand oiseau avec une collerette à plumes et une tête nue au sud de la réserve des Pieds noirs.
- Vers 1940, Robert R. Lyman observa un grand oiseau brunâtre au milieu d'une route, près de Coudersport en Pennsylvanie. Il le vit s'envoler, passant facilement les arbres, et évalua son envergure à 6 à 7,6 m.
- Le 27 mars 1957, Hiram Crammer prétendit avoir vu un énorme oiseau volant à une altitude de 500 pieds près de Renovo en Pennsylvanie, avec une envergure de 7,6 à 9,1 mètres.
- En mars 1973, Joseph et Wanda Kaye virent un grand oiseau noir sur le bord de la route, qui battit légèrement des ailes au passage de leur voiture et s'envola, près de la zone skiable d'Oregon Hill dans le comté de Lycoming en Pennsylvanie.
- Au printemps 1977, Debbie Wright et Sue Howell virent un grand oiseau de couleur sombre avec un énorme bec sur la route de Du Bois, en Pennsylvanie.
- Le 25 juillet 1977, un garçon de dix ans pesant 32 kg et jouant dans le jardin de ses parents se fit attaquer par deux énormes oiseaux dont l'un se saisit de lui et l'emporta sur une dizaine de mètres à un mètre du sol avant de le relâcher. Les parents ont décrit les oiseaux comme ressemblant à de très grands vautours avec une envergure de 2,50 m, à Lawndale, Illinois.
- Le 6 juillet 2000, Robin Swope observa un oiseau gris foncé voler au-dessus du Memorial Garden du comté d'Érié en Pennsylvanie. Son envergure était de 4,6 à 5,2 m.
- Le 13 juillet 2001, un ornithologue amateur de Greenville en Pennsylvanie observa pendant quinze à vingt minutes un oiseau de la taille d'un petit avion, ses plumes étaient brun foncé ou noires et les ailes grisâtres, son corps faisait environ 1,5 m de long avec une envergure de 4,6 m.
- Le 25 septembre 2001, Mike Felice a observé pendant une minute et demie un énorme oiseau noir avec une envergure d'ailes de 3 à 4,6 m, qui volait à 15,2 ou 18,3 m au-dessus d'une route près de Greensburg en Pennsylvanie.

## Hypothèses de l'origine des oiseaux-tonnerre

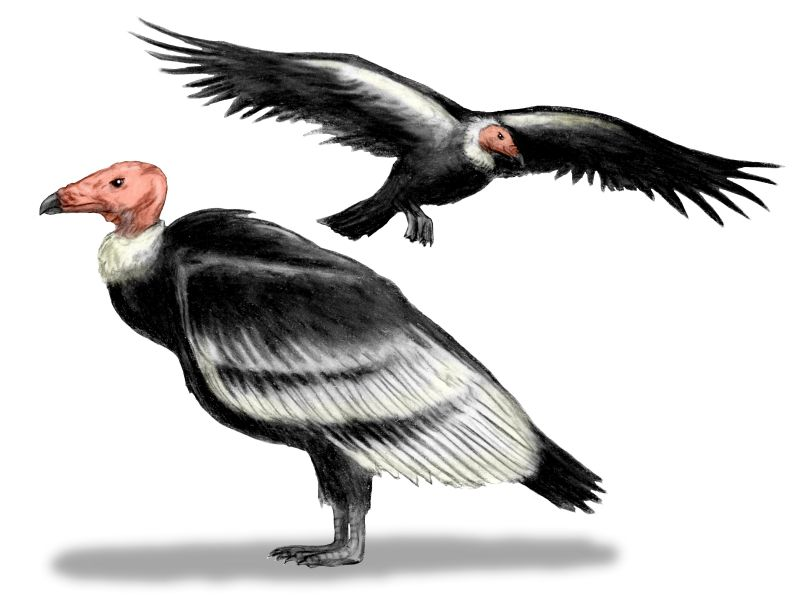
Les Teratornis ressemblaient aux condors des Andes.

Autrefois, il y a environ 6 à 8 millions d'années, des oiseaux géants appelés Teratornis sillonnaient le ciel. Des fossiles d'énormes oiseaux ayant une envergure de 6 mètres ont été découverts en Amérique du Nord.
Ces vautours fossiles ne mangeaient pas de charogne, mais avalaient des proies vivantes qu'ils attrapaient avec leurs becs acérés et crochus, car leurs serres ne leur permettaient pas de soulever des proies.
Le plus grand a été Argentavis magnificens, qui faisait de 1,50 m à 1,80 m de haut avec une envergure d'ailes de 7 à 8 mètres et un poids de 71 kg. En Amérique du Nord, Teratornis merriamis avait une envergure de 3,50 m à 4,50 m. Teratornis incredibilis du Nevada et de la Californie avait une envergure de 5 à 6 mètres. Ces oiseaux ont vécu au Pliocène.
Une autre hypothèse, plus plausible, associe les oiseaux-tonnerre aux condors des Andes, oiseaux qui ressembleraient aux Teratornis mais en plus petit.
Le candidat le plus probable après le Condor des Andes serait le Condor de Californie (Gymnogyps californianus), le plus grand vautour avec une longueur de 1,20 m, une envergure d'ailes de 2,80 m et un poids de 9 à 11 kg. Il est noir avec un rebord d'ailes blanc. Ces oiseaux ne vivent officiellement qu'en Californie où une opération de réintroduction a été menée en 1992 dans la forêt nationale de Los Padres.
Ailleurs, on a retrouvé des restes fossiles à New York, en Floride et en Arizona.
L'introduction de la faune domestique et des chevaux dans les années 1700 a pu contribuer à faire revenir l'espèce vers l'Est des États-Unis.

## Autres usages du motThunderbird
- La représentation picturale de l'oiseau-tonnerre a servi d'inspiration au logo de Mozilla Thunderbird, Thunderbird étant le nom anglophone pour oiseau-tonnerre.
- La firme automobile Ford a largement capitalisé sur le mythe amérindien en nommant Thunderbird une voiture de sport puissante et tapageuse (dont les premières versions arboraient d'ailleurs d'impressionnantes ailes) destinée à concurrencer la voiture équivalente de la General Motors , la Chevrolet Corvette.
- Thunderbirds est le nom d'une patrouille acrobatique de l'USAF (Armée de l'air des États-Unis). Les appareils portent d'ailleurs un oiseau peint.
- La Gibson Thunderbird est le nom d'un modèle de basse conçu par Gibson.
- Thunderbird (en français Oiseau-Tonnerre) est le nom d'une des quatre maisons d'Ilvermorny, école fictive de sorcellerie créée par J. K. Rowling. L'oiseau-tonnerre est également une créature figurant dans l'univers des Animaux fantastiques.
- L'Oiseau-Tonnerre est le nom d'une créature de niveau 4 accessible à la faction des Barbares dans le jeu vidéo Heroes of Might and Magic IV.
- Les Oiseaux-tempête dans le jeu Horizon Zero Dawn, ils ressemblent aux Oiseaux-Tonnerres.